# モンジュロン
モンジュロン （Montgeron）は、フランス、イル＝ド＝フランス地域圏、エソンヌ県のコミューン。
セナールの森をのぞむ、イエール川とセーヌ川の間の2つの谷の間に位置する。ルイ13世時代に王室の狩場となり、19世紀にはパリのブルジョワ階級の余暇地となり、高名な画家クロード・モネやエドガー・ドガも訪れた。

## 交通
- 道路 - 国道6号線。
- 鉄道 - RER D線モンジュロン-クローヌ駅
- バス - ノクティリアン、アルバトラン、モビリアンなど各社の路線あり
- 空港 - オルリー空港とは約8kmの距離。

## 由来
1137年にはMons Gisonisと呼ばれていた。13世紀にはMontgisonis、17世紀にはMontgiron-en-Brieと呼ばれた。モンジュロンの名でコミューンとなったのは1793年である。

## 歴史

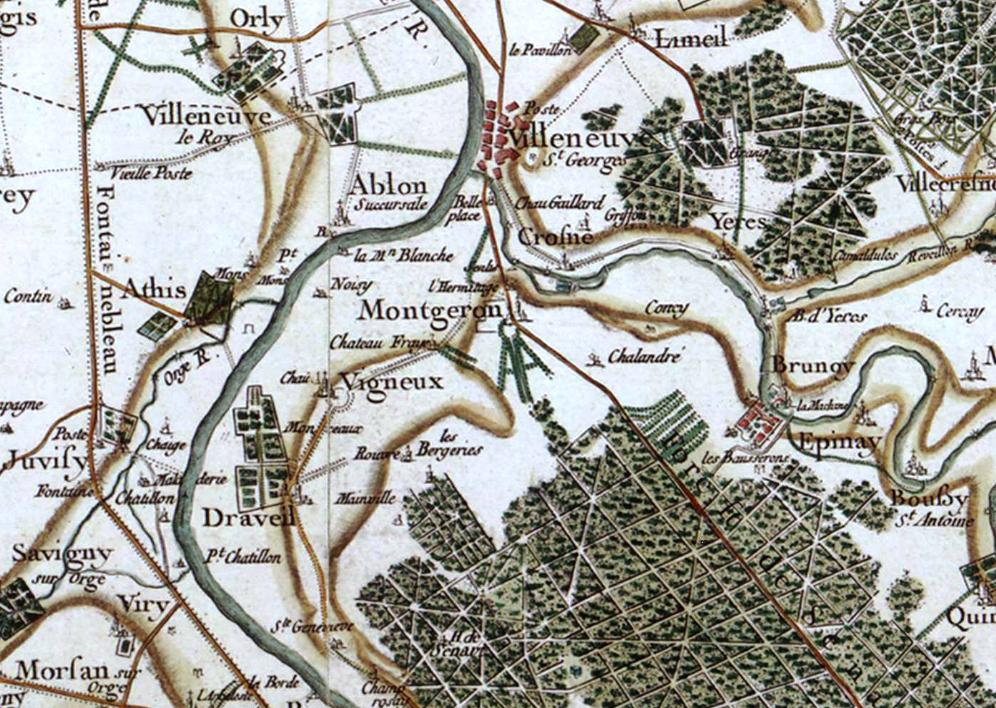
18世紀のカッシーニ地図に描かれたモンジュロン

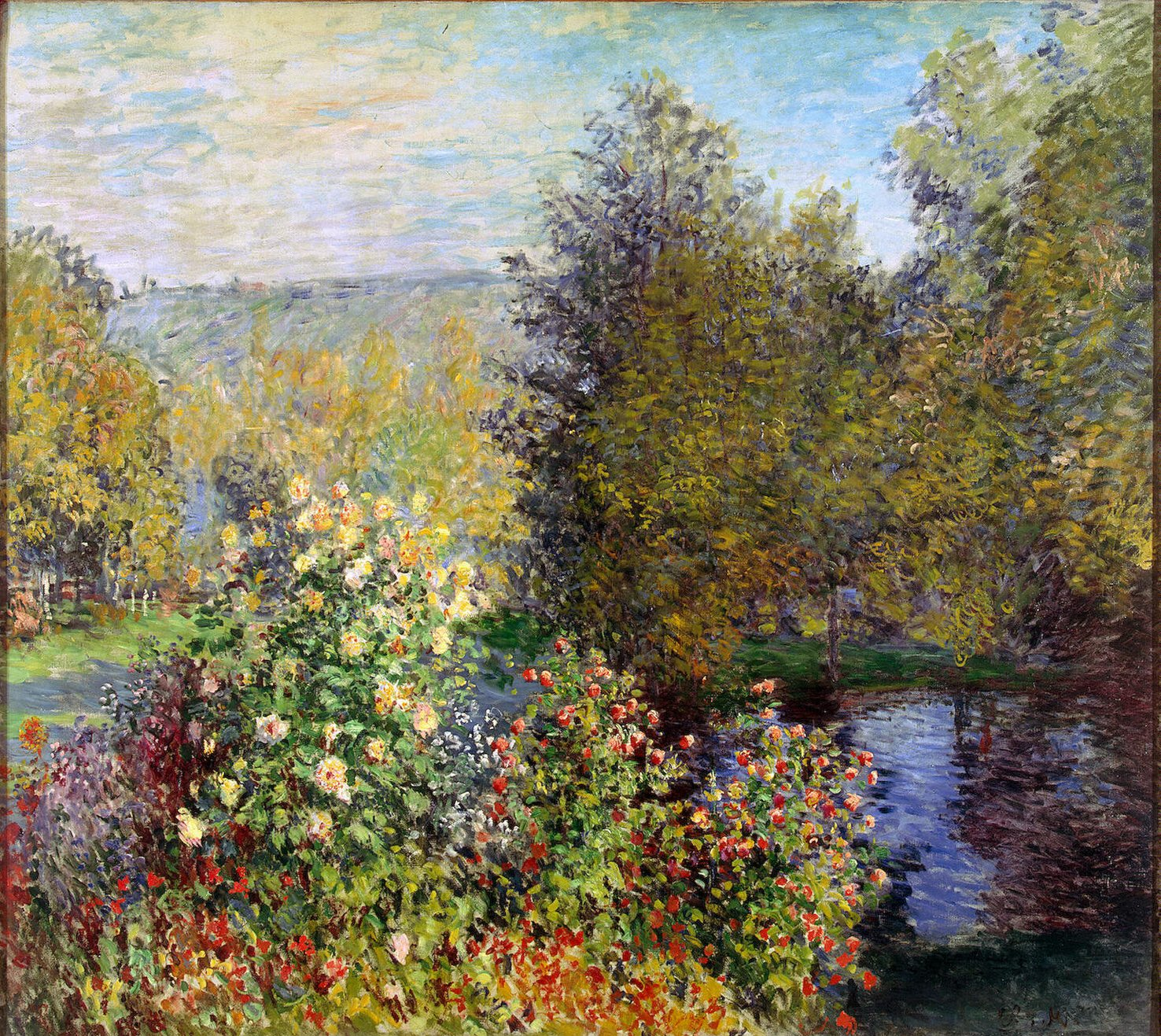
Coin de jardin à Montgeron、1876年、クロード・モネ画、エルミタージュ美術館蔵

セナールの森からは、先史時代の火打石であろう多面体が発見されているので、同時代からの人の定住が証明されている。
この地について言及されたのはルイ7世時代の1147年頃である。12世紀、この土地の北にハンセン病患者の病院がつくられ、1604年まで使われた。この建物は1630年に礼拝所となった。1510年、この土地はドルー・ド・ビュデ家の領地となった。1535年、サン＝ジャックとサン＝クリストフに捧げられた教区教会ができた。1652年にフロンドの乱においてフロンド軍が通過した際、村は荒らされた。
1723年、ハンセン病患者墓地が、村の墓地となった。1798年まで教区教会として使われることになる礼拝堂が建てられた。1775年、プロヴァンス伯爵ルイがモンジュロンにあったシャトーを購入した。セナールの森は王室の狩猟地となった。1754年、1779年の2回、大通りがつくられた。この大通りはヴィルヌーヴ＝サン＝ジョルジュ村とブリュノワ村の中心へ至る道路への転用が許され、小さなナヴェット川を渡るための橋もかけられた。
19世紀以降、パリとの往来が容易なモンジュロン村は、ブルジョワ階級や芸術家たちの余暇地となった。エクトール・アンリ・マロ、ジャン＝バティスト・カミーユ・コロー、ホセ・マリア・エレディア、ルコント・ド・リール、ジャン＝ポール・ローラン、ギュスターヴ・ギヨーム、ポール・ブランらが訪れた。1856年に教区教会が再建された。1875年、モンジュロン駅が開業した。1890年、劇作家リュドヴィク・アレヴィはモンジュロンに移り住み、アルベール・バルトロムやエドガー・ドガを迎えている。
モンジュロンは、1903年に初めて開催されたツール・ド・フランス第一ステージのスタート地点となっている。

### ガーデンシティ
第一次世界大戦後、モンジュロンは1923年にエルミタージュ地区、セドル地区、デュメ地区といった住宅地をつくり都市化を進めた。1933年にはシャトー区内にガーデンシティをつくった。
20世紀に住宅団地が人気を呼び、低所得者層向け集合住宅が建てられ、急速に都市化が進み、1世紀の間に人口は10倍となって、コミューンは高級住宅地とバンリューの組み合わされたまちに転換された。

## 人口統計
| 1962年 | 1968年 | 1975年 | 1982年 | 1990年 | 1999年 | 2006年 |
| ------ | ------ | ------ | ------ | ------ | ------ | ------ |
| 15 486 | 21 768 | 23 786 | 22 039 | 21 677 | 21 884 | 23 105 |

参照元:1968年以降Insee ·  · .

## 姉妹都市
- エスヒボルン、ドイツ
- マゴグ (ケベック州)、カナダ
- ポヴォア・デ・ヴァルシム、ポルトガル
- フィエルナウ、ドイツ